# پایگاه هوایی کایفنگ
پایگاه هوایی کایفنگ (به انگلیسی: Kaifeng Air Base) یک فرودگاه نظامی است . این فرودگاه در کشور چین قرار دارد .